# نات تيت: فنان أمريكي 1928-1960 (رواية)
نات تيت: فنان أمريكي 1928-1960 (بالإنجليزية: Nat Tate: An American Artist 1928–1960)‏ هي رواية للكاتب البريطاني ويليام بويد، نشرت عام 1998، عن دار نشر إديشن ستيمل.